# Bunraku

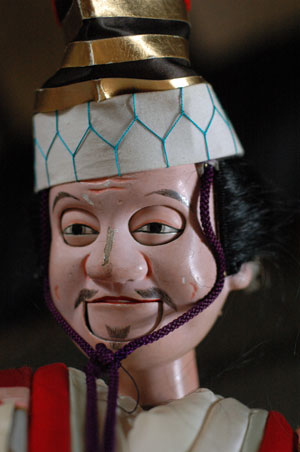
Huvud av bunrakudocka för sanbaso från Tonda Docktruppens (冨田人形共遊団, Tonda ningyō kyōyūdan) dockhall

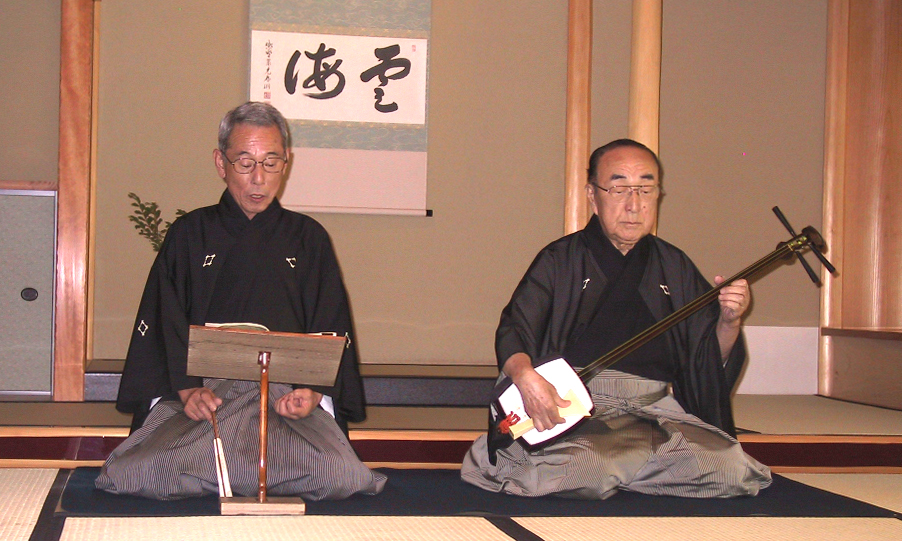
En tayū ackompanjeras av en shamisenspelare under en föreställning

Bunraku (文楽?) är en form av klassisk japansk dockteaterkonst som introducerades i Osaka 1684. Bunraku kallas även betecknande för  Ningyō jōruri (人形浄瑠璃). Ningyō (人形) är det japanska ordet för docka. Jōruri (浄瑠璃) står för kombinationen av en recitatör, Tayū (太夫) och en shamisen-spelare. Här är rollerna besatta med marionetter i naturlig storlek, som manipuleras fullt synligt. Bunraku är skriven teater, som håller sig strikt till manus i motsats till kabuki, där skådespelarnas egna tillägg och hyss är en del av föreställningen. Bunrakuns mest uppburne pjäsförfattare är Chikamatsu Monzaemon.

## Föreställningen
Tayū (太夫) berättar handlingen under styckets förlopp lätt melodiskt med kraftig stämma.
Själva bunrakuföreställningen tolkas av denne enda recitatör, som sjunger alla rollerna och tre manipulatörer för varje marionnett. Dessa "osynliga" dockspelare kan ses av publiken, men de är diskret svartklädda, ofta med huvudmask. De har individuella benämningar, men kallas ibland och gärna i överförd bemärkels för kuromaku (svart gardin), "en som drar i trådarna bakom kulisserna".
Manipulatörerna upprätthåller en hierarki, som graderas efter deras insikt i bunraku-konsten. Således sköter den mest erfarne (med minst tjugo år i yrket) huvudet och den högra armen, nummer två den vänstra armen och den siste (novisen) fötterna. För att kunna skötas, är marionnetten försedd med kontroller eller stänger på dess olika delar.
För att manipulera marionnetten mera otvunget, flyttar sig manipulatörerna i kathakali-position, med benen halvt böjda. Det krävs alltså att denne ägnar sig åt en mängd fysiska övningar och uppmjukningar, innan han blir så vig som möjligt.
Dockspelarna använder antingen åtbördsteknikerna furi, tämligen realistisk, eller kata, eftertrycklig stilisering, allt efter det eftersträvade känslouttrycket.